# Trichopodus poptae
Trichopodus poptae ist eine im September 2014 neu beschriebene Fadenfischart aus der Gruppe der „Östlichen Fadenfische“ (Gattung Trichopodus). Benannt ist die auf der indonesisch-malayischen Insel Borneo vorkommende Art zu Ehren der niederländischen Ichthyologin Canna Maria Louise Popta (1860–1929).

## Merkmale
Wie bei allen Fadenfischen ist bei Trichopodus poptae der Bauchflossenstachel reduziert und der vordere Zweig des ersten Bauchflossenweichstrahls zu einem fadenförmigen, als Tastorgan dienenden Filament verlängert. Die neue Art kann durch das völlige Fehlen irgendeines Farbmusters von anderen Arten unterschieden werden. Lediglich auf der Schwanzflossenbasis zeigt sich ein einzelner, schwarzer Fleck. Außerdem hat Trichopodus poptae weniger Schuppen in einer mittleren Längsreihe entlang den Körperseiten (34–38 vs. 40–65), weniger Rückenflossenstrahlen als der Schaufelfadenfisch (Trichopodus pectoralis) (14–16 vs. 17–18) aber mehr Stachelstrahlen in der Rückenflosse als der Mondscheinfadenfisch (Trichopodus microlepis) (6–7 vs. 3–4). Außerdem besitzt er weniger Afterflossenstrahlen als Schaufel- und Mondscheinfadenfisch (38–41 vs. 44–50). Wie alle Fadenfische baut Trichopodus poptae zur Fortpflanzung ein Schaumnest und verfügt zusätzlich zu den Kiemen noch über das Labyrinthorgan, womit er atmosphärischen Sauerstoff atmen kann.